# 吻殻綱
吻殻綱（ふんかくこう、Rostroconchia）は、軟体動物門の絶滅した綱である。別名偽二枚貝。
外見は一見、二枚貝に似ているが、貝殻は2枚ではなく1枚がC字型に折れ曲がっている。つながった側が背で、左右が腹側に向かって曲がっている。接合部は可動せず、貝殻は開閉しない。二枚貝が単板類から進化する途上の形態をとどめているとする説もある。
カンブリア紀前期に出現しペルム紀末に絶滅した、つまり、古生代全期間に棲息した。オルドビス紀前期に最も繁栄したが、中期に二枚貝が繁栄すると、吻殻類は衰退し始めた。
原始的なリベイリア目 Ribeirioida と派生的なコノカーディウム目 Conocardioida に分類される。イシリニア目 Ischyrinioida を加える説もある。古くは、リベイリア目は甲殻類の背甲と思われ、コノカーディウム目は二枚貝綱に分類されていた。